# چناریان
چناریان (نام علمی: Platanaceae) تیره‌ای از چنارسانان است با یک سرده و شش تا ده گونه درختی بلند که بومی مناطق معتدل و نیمه‌گرمسیری نیمکره شمالی هستند.